# Serie A 2013/2014
Soutěžní ročník Serie A 2013/14 byl 112. ročník nejvyšší italské fotbalové ligy a 82. ročník od založení Serie A. Soutěž začala 24. srpna 2013 a skončila 18. května 2014. Účastnilo se jí opět 20 týmů z toho 17 se kvalifikovalo z minulého ročníku. Poslední tři týmy předchozího ročníku, jimiž byli US Città di Palermo, AC Siena a poslední tým ročníku - Delfino Pescara 1936, sestoupily do druhé ligy. Opačným směrem putovaly AS Livorno Calcio (vítěz druhé ligy), Hellas Verona FC a US Sassuolo Calcio, která po obsazení 3. místa v ligové tabulce, zvítězila v play-off.
Poprvé v historii soutěže Serie A bylo 5 městská derby : Milán (FC Inter a AC), Turín (Juventus a FC), Řím (Lazio a AS), Janov (CFC a Sampdoria) a Verona (Chievo a Hellas).
Titul v soutěži obhajoval opět Juventus FC, který v minulém ročníku získal již 29. prvenství v soutěži.

## Přestupy hráčů
| Jméno           | odkud             | kam                    | cena           |  |
| --------------- | ----------------- | ---------------------- | -------------- |  |
| Edinson Cavani  | SSC Neapol        | Paris Saint-Germain FC | 64 500 000 eur |  |
| Gonzalo Higuaín | Real Madrid       | SSC Neapol             | 39 000 000 eur |  |
| Marquinhos      | AS Řím            | Paris Saint-Germain FC | 31 400 000 eur |  |
| Érik Lamela     | AS Řím            | Tottenham Hotspur FC   | 30 000 000 eur |  |
| Stevan Jovetić  | ACF Fiorentina    | Manchester City        | 26 000 000 eur |  |
| Juan Cuadrado   | Udinese Calcio    | ACF Fiorentina         | 20 000 000 eur |  |
| Hernanes        | SS Lazio          | FC Inter Milán         | 18 000 000 eur |  |
| Kevin Strootman | PSV Eindhoven     | AS Řím                 | 17 500 000 eur |  |
| Mario Gómez     | FC Bayern Mnichov | ACF Fiorentina         | 15 500 000 eur |  |
| Dani Osvaldo    | AS Řím            | Southampton FC         | 15 100 000 eur |  |

## Složení ligy v tomto ročníku
| Klub               | Město     | Stadión                 | Kapacita | Trenér | 2012/13          |
| ------------------ | --------- | ----------------------- | -------- | --- | ---------------- |
| Atalanta BC        | Bergamo   | Atleti Azzurri d'Italia | 26 542   | Stefano Colantuono                                                                                             | 15.              |
| Bologna FC 1909    | Bologna   | Renato Dall'Ara         | 38 279   | Stefano Pioli (do 7.1. 2014) Davide Ballardini                                                                 | 13.              |
| Cagliari Calcio    | Cagliari  | Sant'Elia               | 5 000    | Luis Diego López (do 7.4. 2014) Ivo Pulga                                                                      | 11.              |
| Calcio Catania     | Catania   | Angelo Massimino        | 23 420   | Rolando Maran (do 20.10. 2013) Luigi De Canio (do 16.1. 2014) Rolando Maran (do 7.4. 2014) Maurizio Pellegrino | 8.               |
| ACF Fiorentina     | Florencie | Artemio Franchi         | 47 282   | Vincenzo Montella                                                                                              | 4.               |
| Janov CFC          | Janov     | Luigi Ferraris          | 36 685   | Fabio Liverani (do 29.9. 2013) Gian Piero Gasperini                                                            | 17.              |
| UC Sampdoria       | Janov     | Luigi Ferraris          | 36 685   | Delio Rossi (do 11.11. 2013) Siniša Mihajlović                                                                 | 14.              |
| AS Livorno Calcio  | Livorno   | Armando Picchi          | 19 238   | Davide Nicola (do 13.1. 2014) Attilio Perotti (do 21.1. 2014) Domenico Di Carlo (do 21.4. 2014) Davide Nicola  | Serie B          |
| AC Milán           | Milán     | Giuseppe Meazza         | 80 018   | Massimiliano Allegri (do 13.1. 2014) Clarence Seedorf                                                          | Bronzová medaile |
| FC Inter Milán     | Milán     | Giuseppe Meazza         | 80 080   | Walter Mazzarri                                                                                                | 9.               |
| SSC Neapol         | Neapol    | San Paolo               | 60 240   | Rafael Benítez                                                                                                 | Stříbrná medaile |
| AS Řím             | Řím       | Olimpico                | 72 698   | Rudi García | 6.               |
| SS Lazio           | Řím       | Olimpico                | 72 698   | Vladimir Petković (do 4.1. 2014) Edoardo Reja                                                                  | 7.               |
| US Sassuolo Calcio | Sassuolo  | Giglio                  | 20 084   | Eusebio Di Francesco (do 28.1. 2014) Alberto Malesani (do 3.3. 2014) Eusebio Di Francesco                      | Serie B          |
| Turín FC           | Turín     | Olimpico di Torino      | 27 994   | Gian Piero Ventura                                                                                             | 16.              |
| Juventus FC        | Turín     | Juventus Stadium        | 41 254   | Antonio Conte                                                                                                  |                  |
| Parma FC           | Parma     | Ennio Tardini           | 27 906   | Roberto Donadoni                                                                                               | 10.              |
| Udinese Calcio     | Udine     | Friuli                  | 30 642   | Francesco Guidolin                                                                                             | 5.               |
| AC ChievoVerona    | Verona    | Marc'Antonio Bentegodi  | 38 402   | Giuseppe Sannino (do 11.11. 2013) Eugenio Corini                                                               | 12.              |
| Hellas Verona FC   | Verona    | Marc'Antonio Bentegodi  | 38 402   | Andrea Mandorlini                                                                                              | Serie B          |

## Tabulka
| Poř. | Tým                | Z  | V  | R  | P  | VG | OG | B   |
| ---- | ------------------ | -- | -- | -- | -- | -- | -- | --- |
| 1.   | Juventus FC        | 38 | 33 | 3  | 2  | 80 | 23 | 102 |
| 2.   | AS Řím             | 38 | 26 | 7  | 5  | 72 | 25 | 85  |
| 3.   | SSC Neapol         | 38 | 23 | 9  | 6  | 77 | 39 | 78  |
| 4.   | ACF Fiorentina     | 38 | 19 | 8  | 11 | 65 | 44 | 65  |
| 5.   | FC Inter Milán     | 38 | 15 | 15 | 8  | 62 | 39 | 60  |
| 6.   | Parma FC 1         | 38 | 15 | 13 | 10 | 58 | 46 | 58  |
| 7.   | Turín FC           | 38 | 15 | 12 | 11 | 58 | 48 | 57  |
| 8.   | AC Milán           | 38 | 16 | 9  | 13 | 57 | 49 | 57  |
| 9.   | SS Lazio           | 38 | 15 | 11 | 12 | 54 | 54 | 56  |
| 10.  | Hellas Verona FC   | 38 | 16 | 6  | 16 | 62 | 68 | 54  |
| 11.  | Atalanta BC        | 38 | 15 | 5  | 18 | 43 | 51 | 50  |
| 12.  | UC Sampdoria       | 38 | 12 | 9  | 17 | 48 | 62 | 45  |
| 13.  | Udinese Calcio     | 38 | 12 | 8  | 18 | 46 | 57 | 44  |
| 14.  | Janov CFC          | 38 | 11 | 11 | 16 | 41 | 50 | 44  |
| 15.  | Cagliari Calcio    | 38 | 9  | 12 | 17 | 34 | 54 | 39  |
| 16.  | AC ChievoVerona    | 38 | 10 | 6  | 22 | 34 | 54 | 36  |
| 17.  | US Sassuolo Calcio | 38 | 9  | 7  | 22 | 43 | 72 | 34  |
| 18.  | Calcio Catania     | 38 | 8  | 8  | 22 | 34 | 66 | 32  |
| 19.  | Bologna FC 1909    | 38 | 5  | 14 | 19 | 28 | 58 | 29  |
| 20.  | AS Livorno Calcio  | 38 | 6  | 7  | 25 | 39 | 77 | 25  |

Poznámky
- Z = Odehrané zápasy; V = Vítězství; R = Remízy; P = Prohry; VG = Vstřelené góly; OG = Obdržené góly; B = Body
- 1  Parma FC si vybojovala účast v Evropské lize. Jenže nebyla ji udělena licence UEFA.

|  | Mistr ligy a Přímý postup do Ligy mistrů 2014/15 |
|  | Přímý postup do Ligy mistrů 2014/15              |
|  | Postup do play-off Ligy mistrů 2014/15           |
|  | Přímý postup do Evropské ligy UEFA 2014/15       |
|  | Postup do play-off Evropské ligy UEFA 2014/15    |
|  | Postup do 3. předkola Evropské ligy UEFA 2014/15 |
|  | Sestup do Serie B 2014/15                        |

## Střelecká listina

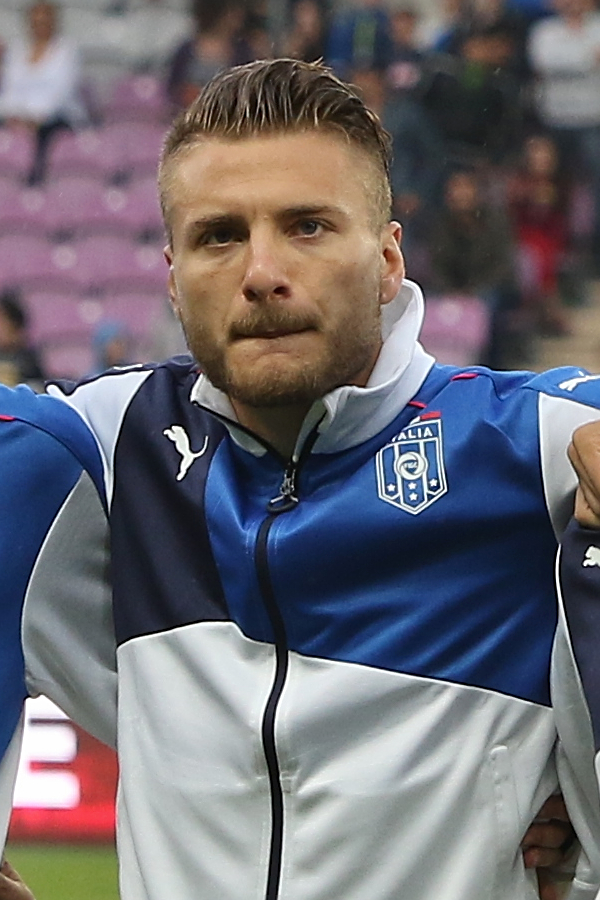
Nejlepší střelec Serie A 2013/14 - Ciro Immobile.

Nejlepším střelcem tohoto ročníku Serie A se stal italský útočník Ciro Immobile. Hráč Turín FC vstřelil 22 branek.
| P.  | Nár       | Hráč                | Tým                | Branky |
| --- | --------- | ------------------- | ------------------ | ------ |
| 1.  | Itálie    | Ciro Immobile       | Turín FC           | 22     |
| 2.  | Itálie    | Luca Toni           | Hellas Verona FC   | 20     |
| 3.  | Argentina | Carlos Tevez        | Juventus FC        | 19     |
| 4.  | Itálie    | Antonio Di Natale   | Udinese Calcio     | 17     |
| 4.  | Argentina | Gonzalo Higuaín     | SSC Neapol         | 17     |
| 4.  | Argentina | Rodrigo Palacio     | FC Inter Milán     | 17     |
| 7.  | Itálie    | Domenico Berardi    | US Sassuolo Calcio | 16     |
| 7.  | Španělsko | Fernando Llorente   | Juventus FC        | 16     |
| 7.  | Itálie    | Giuseppe Rossi      | ACF Fiorentina     | 16     |
| 10. | Španělsko | José María Callejón | SSC Neapol         | 15     |
| 10. | Itálie    | Alberto Gilardino   | Janov CFC          | 15     |
| 10. | Brazílie  | Paulinho            | AS Livorno Calcio  | 15     |

## Vítěz
| Serie A 2013/14 Juventus FC (30. titul) |